# Богомолов-Романович, Александр Сафонович
Александр Сафонович Богомолов-Романович, Богомолов-Романов, Романович-Богомолов (около 1830–1831, Харьковская губерния — 13 [25] августа 1867, Санкт-Петербург) — русский пейзажный и портретный живописец, последователь «романтического академизма», второстепенная фигура среди петербургских художников пореформенной эпохи, ученик Максима и Сократа Воробьёвых. Академик Императорской Академии художеств (с 1862).

## Биография
Известные сведения о Богомолове-Романовиче немногочисленны; по большей части они исходят из некрологов «Санкт-Петербургских ведомостей» (за 20 августа [1 сентября]  1867), затем без изменений перепечатанную в «Иллюстрированной газете» (за 7 [19] сентября 1867) и далее в «Словаре Половцова». 
Согласно Дмитрию Ровинскому (в «Подробном словаре русских гравированных портретов», 1886), Богомолов-Романович был уроженцем Харьковской губернии. Учился в Императорской Академии художеств, где состоял студентом Максима и Сократа Воробьёвых; согласно Петру Петрову (в «Вестнике изящных искусств», 1888), также занимался у исторического живописца Алексея Маркова. За время обучения Богомолов-Романович получил серебряную медаль 2-й степени (1853) за «Пейзаж с натуры из окрестностей Петербурга»; серебряную медаль 1-й степени (1854) и золотую 2-й степени (1855) за «Вид с натуры в окрестностях Сердоболя». Большая золотая медаль за пейзаж «Вид на остров Коневце» (1857). Получил звание художника XIV класса (1859). В том же году был отправлен пенсионером ИАХ за границу на три года. Он пробыл несколько месяцев в Берлине, где изучал картины лучших мастеров и рисовал с натуры; потом переехал в Савойю и оттуда в Женеву. Возвратившись из-за границы (1861), написал картину «Вид в окрестностях Ковно», за которую получил звание академика пейзажной живописи (1862). Эта картина находится в Третьяковской галерее. Все произведения Богомолова-Романовича, даже этюды, набросанные на лету, отличались поэтическим даром и изящным вкусом. Но горькая нужда заставляла его работать по мелочам, спешно, не щадя сил. От этого поэзия гасла, здоровье гибло. Художник получил чахотку и умер в Петропавловской больнице (теперь поликлинике № 31 — больнице Эрисмана). Могила пейзажиста сохранилась на Смоленском православном кладбище (уч. 164, Прямая дорожка).
Сохранившиеся работы Богомолова-Романовича немногочисленны: помимо вышеуказанных работ, известно о двух пейзажах в фондах Русского музея, портретах молодого графа Сергея Шереметева (1867; также в Русском музее), Ивана Тургенева (в музее Пушкинского Дома; опубликован в виде офорта Виктора Боброва, заметкой внесшего изображение самого Богомолова-Романовича) и Льва Вакселя (известен по офорту В. Боброва).

## Галерея

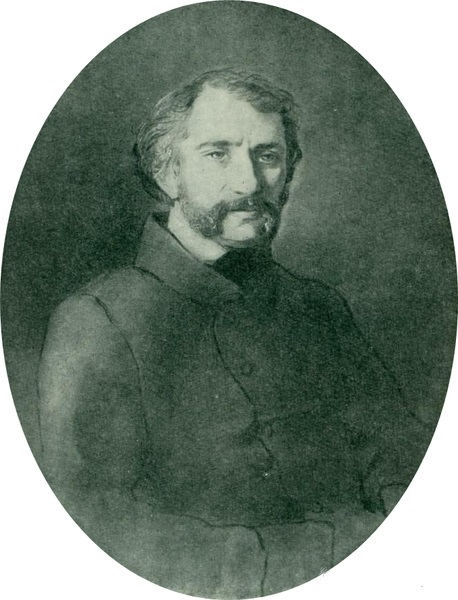
Портрет И. С. Тургенева (1854). ИРЛИ
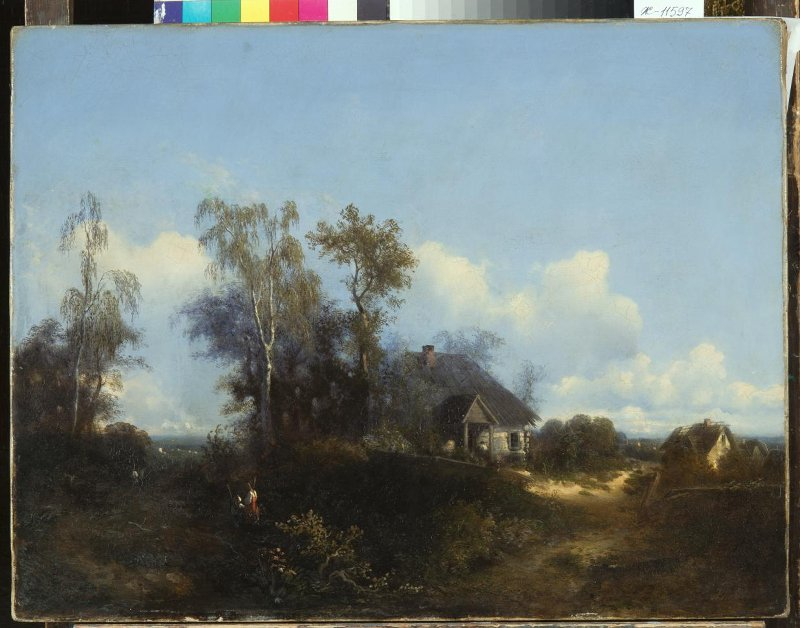
Пейзаж с хижиной (рубеж 1850-х — 1860-х годов). ГРМ
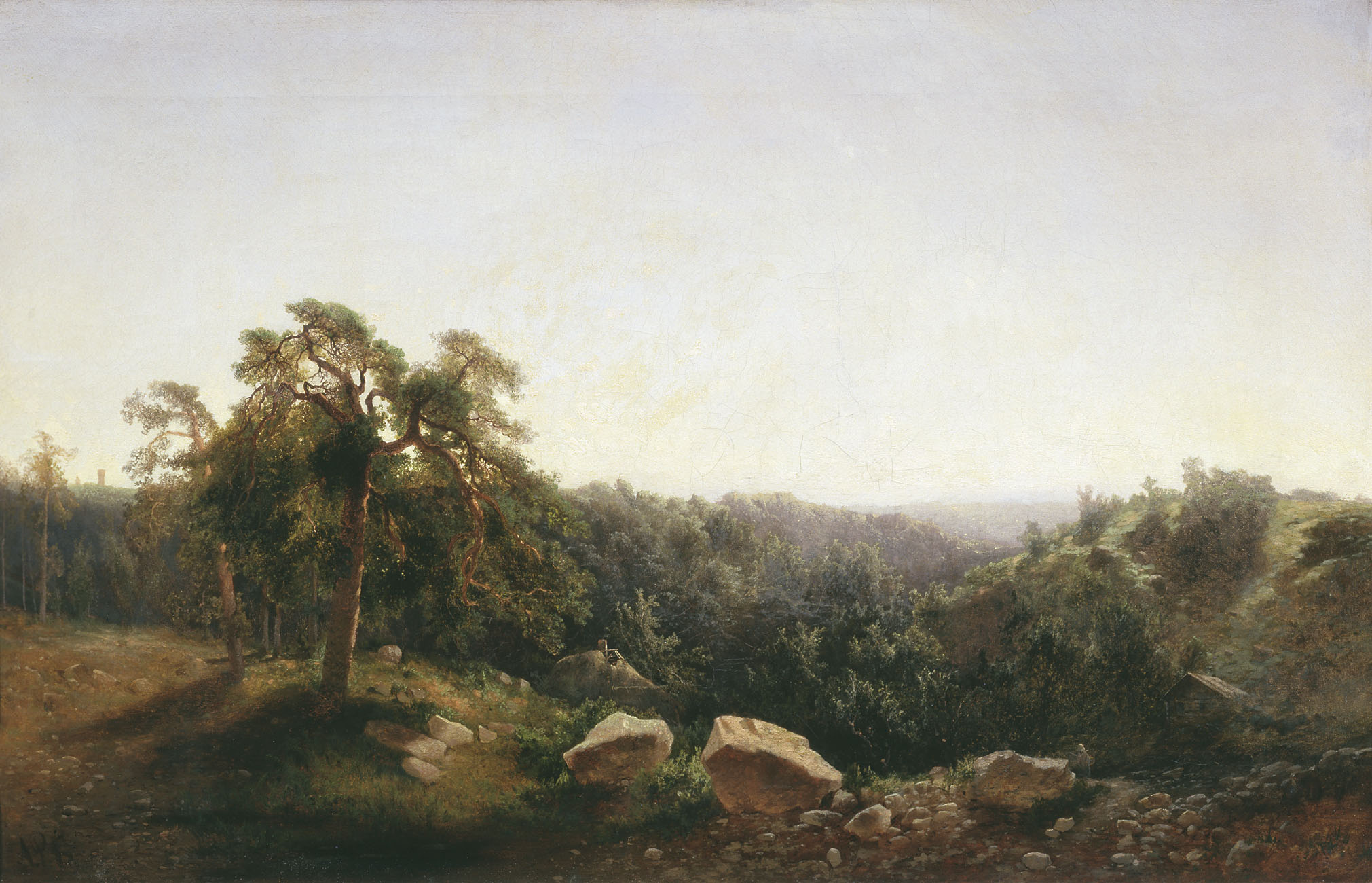
Вид в окрестностях Ковно (1861). ГТГ